# Felix B. J. Wubbe

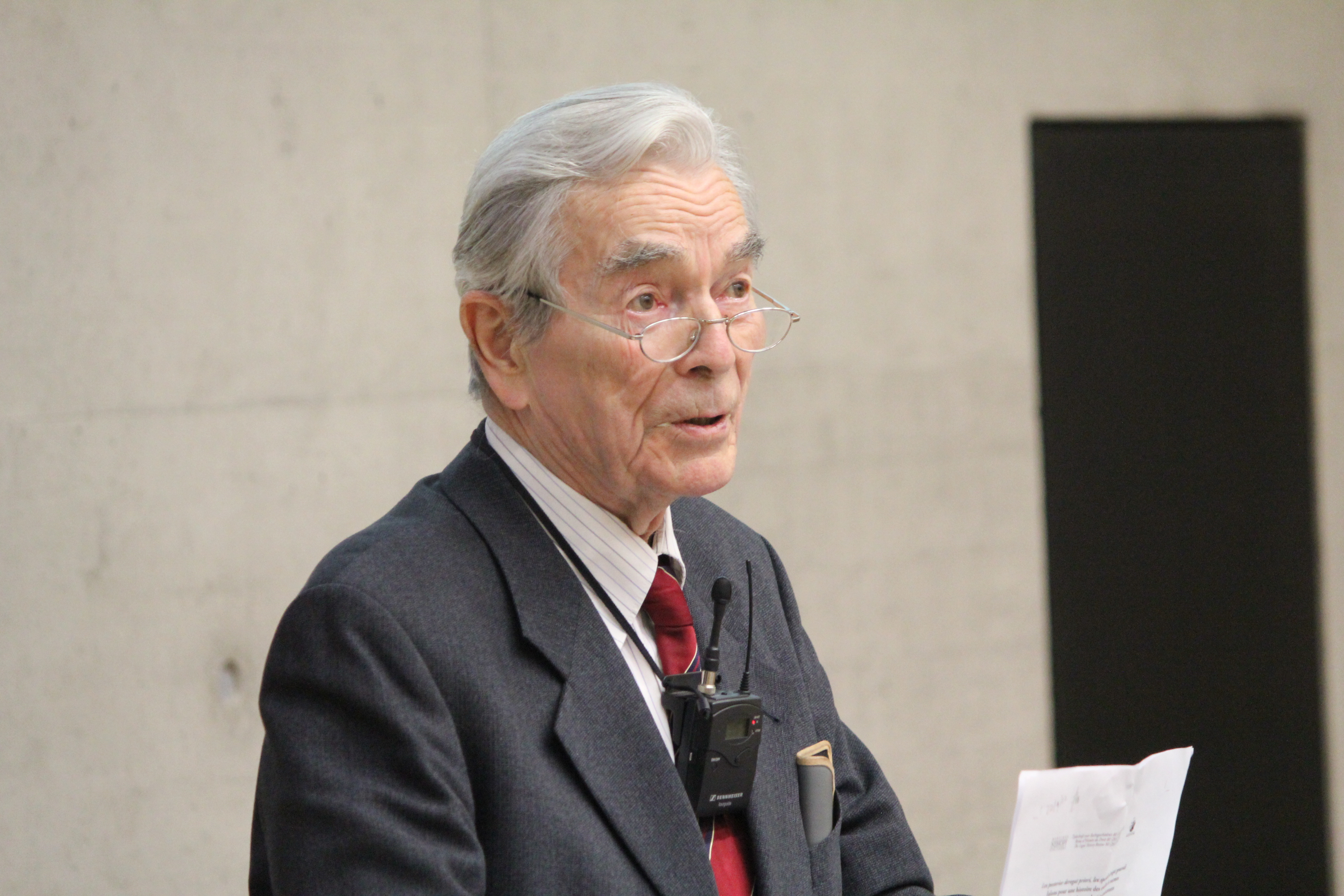
Felix B. J. Wubbe, 2013

Felix Bernard Jozef Wubbe (* 31. Januar 1923 in Den Haag; † 30. März 2014 in Freiburg im Üechtland) war ein niederländischer Rechtswissenschaftler.
Felix B. J. Wubbe studierte ab 1940 Klassische Philologie an den Universitäten zu Leiden und Utrecht. 1943 wurde er zum Arbeitsdienst des Deutschen Reiches eingezogen und musste in Berlin Zwangsarbeit leisten. 1944 tauchte er bis Kriegsende unter.
Nach dem Ende des Zweiten Weltkriegs arbeitete Wubbe von 1946 bis 1952 in der Industrie. Von 1952 bis 1955 studierte er Rechtswissenschaften in Leiden, wo er von 1955 bis 1961 als Assistent des Romanisten Robert Feenstra (1920–2013) arbeitete. In den Jahren 1958 und 1959 lehrte er außerdem an der Universität Münster. 1960 wurde er zum Dr. iur. promoviert. 1961 erhielt er den Lehrstuhl für Römisches Recht an der Universität Freiburg (Schweiz), den er bis zu seiner Emeritierung 1994 innehatte. Ab 1965 war Wubbe korrespondierendes Mitglied der Niederländischen Akademie der Wissenschaften. Er war außerdem von 1991 bis 2010 Vizepräsident der Accademia storico-giuridica Costantiniana.